# Dłużki
Dłużki (deutsch Dlusken, 1938 bis 1945 Seebude) ist ein Dorf in der polnischen Woiwodschaft Ermland-Masuren. Es gehört zur Gmina Gietrzwałd (Landgemeinde Dietrichswalde) im Powiat Olsztyński (Kreis Allenstein).

## Geographische Lage
Dłużki liegt am Jezioro Dłużek und Jezioro Małe Dłużek (deutsch Dlusker See) im Westen der Woiwodschaft Ermland-Masuren, zwölf Kilometer östlich der früheren Kreisstadt Osterode in Ostpreußen (polnisch Ostróda) bzw. 24 Kilometer südwestlich der heutigen Kreismetropole Olsztyn (deutsch Allenstein).

## Geschichte
Der ursprünglich Dluschken, später Dluszken genannte kleine Ort wurde 1861 erstmals erwähnt. Von 1874 bis 1945 war das Dorf in den Amtsbezirk Grasnitz (polnisch Grazymy) im Kreis Osterode in Ostpreußen eingegliedert.
Im Jahre 1910 waren in Dlusken 134 Einwohner registriert. Ihre Zahl belief sich 1925 auf 150, 1933 auf 161 und 1939 auf 133. Am 3. Juni – offiziell bestätigt am 16. Juli – 1938 wurde Dlusken aus politisch-ideologischen Gründen der Abwehr fremdländisch klingender Ortsnamen in „Seebude“ umbenannt.
Als 1945 in Kriegsfolge das gesamte südliche Ostpreußen an Polen fiel, war aus Seebude davon betroffen. Das Dorf erhielt die polnische Namensform „Dłużki“ und ist heute eine Ortschaft im Verbund der Landgemeinde Gietrzwałd (Dietrichswalde) im Powiat Olsztyński (Kreis Allenstein), bis 1998 der Woiwodschaft Olsztyn, seither der Woiwodschaft Ermland-Masuren zugehörig. Die Einwohnerzahl belief sich 2011 auf 41.

## Kirche
Bis 1945 war Dlusken resp. Seebude in die evangelische Kirche Langgut (polnisch Łęguty) in der Kirchenprovinz Ostpreußen der Kirche der Altpreußischen Union, außerdem in die römisch-katholische Kirche Osterode in Ostpreußen eingepfarrt. Heute gehört Dłużki evangelischerseits zur Kirche Łęguty in der Diözese Masuren der Evangelisch-Augsburgischen Kirche in Polen, sowie katholischerseits zur Pfarrei Stare Jabłonki (Alt Jablonken, 1938 bis 1945 Altfinken) im Erzbistum Ermland.

## Verkehr
Dłużki liegt an der verkehrsreichen Landesstraße 16 (frühere deutsche Reichsstraße 127), die in West-Ost-Richtung die Woiwodschaft Ermland-Masuren durchzieht und bis zur polnisch-litauischen Grenze führt. Die nächste Bahnstation ist Stare Jabłonki an der von Posen kommenden Bahnstrecke Toruń–Tschernjachowsk.